# Балабан, Боб
Боб Ба́лабан (англ. Bob Balaban; род. 16 августа 1945[…], Чикаго, Иллинойс) — американский актёр театра, кино и телевидения, кино- и театральный режиссёр, изредка выступает как продюсер и сценарист.

## Биография
Роберт Элмер Балабан родился 16 августа 1945 года в Чикаго в еврейской семье. Родители — театральный продюсер и основатель сети кинотеатров Элмер Балабан (1908—2001) и актриса Элеонора Поташ. Отец владел несколькими кинотеатрами, а позднее стал одним из пионеров кабельного телевидения. У отца Роберта было семь братьев, и все они так или иначе были связаны с театром или кинематографом. Двое из них основали театральную корпорацию Balaban and Katz, а также Барни Балабан, один из дядей Роберта, был президентом Paramount Pictures с 1936 по 1964 год. Бабушка и дедушка Роберта по отцовской линии — Августа Мендебурская и Израиль Балабан — были эмигрантами из Бессарабии, дед со стороны матери — из Лейпцига, бабушка со стороны матери — из семьи эмигрантов из России и Румынии.
Высшее образование Боб Балабан начал получать в Университете Колгейт, где был членом братства Фи-Каппа-Тау (англ. Phi Kappa Tau), затем перевёлся в Нью-Йоркский университет.
Впервые на телеэкранах Роберт появился в 1965 году в небольшой роли одного эпизода сериала «Хэнк», впервые на широком экране зрители увидели его в 1969 году в ленте «Полуночный ковбой», тогда же он сократил своё имя до Боб. К 2013 году Боб Балабан снялся в более чем 90 фильмах и сериалах, срежиссировал почти четверть сотен картин, в десяти стал продюсером, а к семи написал сценарии.
1 апреля 1977 года женился на писательнице Линн Гроссман, две дочери: Мэрайя (род. 1977) и Хазел (род. 1987).

## Избранные награды и номинации
С полным списком наград и номинаций Боба Балабана можно ознакомиться на сайте IMDB
- 2002 — «Оскар» в категории «Лучший фильм» за ленту «Госфорд-парк» — номинация.
- 2002 — AACTA в категории «Лучший иностранный фильм» за ленту «Госфорд-парк» — номинация.
- 2002 — BAFTA в категории «Награда им. Александра Корды за выдающийся британский фильм года» за ленту «Госфорд-парк» — победа.
- 2002 — «Спутник» в категории «Лучший актёрский состав» за ленту «Госфорд-парк» — победа.
- 2002 — Премия Гильдии киноактёров США в категории «Лучший актёрский состав в игровом кино» за ленту «Госфорд-парк» — победа.
- 2006 — Премия Гильдии киноактёров США в категории «Лучший актёрский состав в игровом кино» за ленту «Капоте» — номинация.
- 2008 — Прайм-тайм премия «Эмми» в категориях «Лучшая режиссура (мини-сериал, фильм или драма)» и «Лучший телефильм» за ленту «Бернард и Дорис»; «Лучший актёр второго плана (мини-сериал или фильм)» за ленту «Пересчёт» — номинация.
- 2009 — Награда Гильдии режиссёров Америки в категории «Выдающиеся достижения в режиссуре (телефильмы и мини-сериалы)» за ленту «Бернард и Дорис» — номинация.
- 2010 — Награда Гильдии режиссёров Америки в категории «Выдающиеся достижения в режиссуре (телефильмы и мини-сериалы)» за ленту «Джорджия О’Киф» — номинация.
- 2010 — Прайм-тайм премия «Эмми» в категории «Лучшая режиссура (мини-сериал, фильм или драма)» за ленту «Бернард и Дорис» — номинация.

## Избранная фильмография
| Кино - 1969 — Полуночный ковбой / Midnight Cowboy — молодой студент из Нью-Йорка - 1969 — Я, Натали / англ. Me, Natalie — Моррис - 1970 — Уловка-22 / Catch-22 — капитан Орр - 1970 — Земляничное заявление / The Strawberry Statement — Эллиотт-организатор - 1977 — Близкие контакты третьей степени / Close Encounters of the Third Kind — Дэвид Лафлин - 1980 — Другие ипостаси / Altered States — Артур Розенберг - 1981 — Без злого умысла / Absence of Malice — Розен - 1981 — Принц города / Prince of the City — Сантимассино - 1981 — Чья это жизнь, в конце концов? / Whose Life Is It Anyway? — Картер Хилл - 1984 — 2010: год вступления в контакт / 2010 — доктор Чандра (англ. Dr. Chandra) - 1989 — Насмерть / Dead Bang — Эллиот Уэбли - 1990 — Элис / Alice — Сид Московиц - 1991 — Маленький человек Тейт / Little Man Tate — ведущий викторины (в титрах не указан) - 1992 — Боб Робертс / Bob Roberts — Майкл Джейнс, продюсер - 1993 — Консьерж / For Love or Money — Эд Дринкуотер - 1993 — Эмос и Эндрю / Amos & Andrew — доктор Рой Финк - 1994 — Жадность / Greedy — Эд - 1994 — Городские пижоны 2: Легенда золота Кёрли / англ. City Slickers II: The Legend of Curly's Gold — доктор Джеффри Сэнборн (в титрах не указан) - 1996 — В ожидании Гаффмана / англ. Waiting for Guffman — Ллойд Миллер - 1996 — Разговор с чудовищем / Conversation with the Beast — мистер Уэбстер, историк - 1997 — От звонка до звонка / англ. Clockwatchers — Милтон Ласки - 1997 — Разбирая Гарри / Deconstructing Harry — Ричард - 1999 — Танго втроём / Three to Tango — Декер - 1999 — Колыбель будет качаться / Cradle Will Rock — Гарри Гопкинс, советник Франклина Рузвельта - 1999 — Якоб-лжец / Jakob the Liar — Ковальский - 2000 — Победители шоу / Best in Show — доктор Теодор Миллбанк-третий - 2001 — Мир призраков / Ghost World — отец Энид - 2001 — Госфорд-парк / Gosford Park — Моррис Вайсман, продюсер - 2001 — Мажестик / The Majestic — Элвин Клайд - 2001 — Мексиканец / The Mexican — Берни Нейман - 2002 — Смокинг / The Tuxedo — Уинтон Чалмерс (в титрах не указан) - 2003 — Могучий ветер / англ. A Mighty Wind — Джонатан Стейнблум - 2004 — Мэри и Брюс / англ. Marie and Bruce — Роджер - 2005 — Доверься мужчине / Trust the Man — врач-терапевт (в титрах не указан) - 2005 — Капоте / Capote — Уильям Шоун (англ. William Shawn), редактор журнала The New Yorker - 2006 — Девушка из воды / Lady in the Water — Гарри Фарбер - 2006 — На ваш суд / For Your Consideration — Филип Кунц - 2007 — Вкус жизни / No Reservations — психолог - 2007 — Посвящение / Dedication — Артур Плэнк - 2007 — Лицензия на брак / License to Wed — клерк в ювелирном магазине (в титрах не указан) - 2009 — Гнев / Rage — мистер Уайт - 2010 — Вопль / Howl — Клейтон Хорн, судья - 2011 — Монстр в Париже / Un monstre à Paris — инспектор Пате (озвучивание в прокате в США) - 2011 — Тонкий лёд / Thin Ice — Леонард Дал - 2012 — Королевство полной луны / Moonrise Kingdom — рассказчик за кадром - 2014 — Охотники за сокровищами / The Monuments Men — Престон Савиц - 2014 — Отель «Гранд Будапешт» / The Grand Budapest Hotel — мсье Мартин Телевидение - 1969 — Комната 222 / англ. Room 222 — Грэди Гарретт (в одном эпизоде) - 1971 — Любовь по-американски / англ. Love, American Style — Ник (в одном эпизоде) - 1985, 1986 — Полиция Майами / Miami Vice — Айра Стоун («Back in the World», «Stone’s War») - 1992—1993 — Сайнфелд / Seinfeld — Расселл Дэлримпл (в пяти эпизодах) - 1995 — Легенда / Legend — Гарри Парвер (в двух эпизодах) - 1996 — Полночная смена / The Late Shift — Уоррен Литлфилд (англ. Warren Littlefield) - 1998 — Друзья / Friends — Фрэнк Буффе Старший, отец Фиби - 2000 — Западное крыло / The West Wing — Тед Маркус (в одном эпизоде) - 2006 — Том идёт к мэру / Tom Goes to the Mayor — Уолт Пикл (в одном эпизоде, озвучивание) - 2008 — Веб-терапия / англ. Web Therapy — Тед Митчелл (в трёх эпизодах) - 2008 — Пересчёт / Recount — Бенджамин Гинсберг (Benjamin Ginsberg) - 2011, 2012 — Хорошая жена / The Good Wife — Гордон Хиггс (в двух эпизодах) - 2013—2015 — Девчонки / Girls — доктор Райс (в трёх эпизодах) - 2014 — Альфа-дом / Alpha House — сенатор Эллиот Роубсон (в двух эпизодах) - 2015 — Покажите мне героя / Show Me a Hero — судья Леонард Б. Сэнд (в четырёх эпизодах) - 2018—2020 — Кондор / Condor — Руэл Эбботт (в двадцати эпизодах) - 2019 — Политик / The Politician — Китон Хобарт (в восьми эпизодах) | - 1983 — Сказки с тёмной стороны / англ. Tales from the Darkside (один эпизод) - 1985 — Удивительные истории / Amazing Stories (один эпизод) - 1989 — Странные родители / Parents - 1991—1992 — Мистический городок Эйри в Индиане / Eerie, Indiana (три эпизода) - 1993 — Мой парень воскрес / My Boyfriend’s Back - 1994 — Последний разочек / англ. The Last Good Time - 1995 — Легенда / Legend (один эпизод) - 1998 — Тюрьма Оз / Oz (один эпизод) - 2000 — Сейчас или никогда / англ. Now and Again (один эпизод) - 2002, 2003 — Сумеречная зона / The Twilight Zone (два эпизода) - 2005 — Реабилитированный / англ. The Exonerated - 2006 — Бернард и Дорис / англ. Bernard and Doris - 2009 — Джорджия О’Киф / Georgia O’Keeffe - 2011—2012 — Сестра Джеки / Nurse Jackie (четыре эпизода) - 1994 — Последний разочек / англ. The Last Good Time - 2001 — Госфорд-парк / Gosford Park - 2006 — Бернард и Дорис / англ. Bernard and Doris (исполнительный) - 1977 — Мод / Maude (один эпизод) - 1988 — Сказки с тёмной стороны / англ. Tales from the Darkside (один эпизод) - 1989 — Монстры / Monsters (один эпизод) - 1994 — Последний разочек / англ. The Last Good Time - 2001 — Госфорд-парк / Gosford Park (идея) |